# Monochelus squamulatus
Monochelus squamulatus är en skalbaggsart som beskrevs av François Louis Nompar de Caumont de Laporte 1840. Monochelus squamulatus ingår i släktet Monochelus och familjen Melolonthidae. Inga underarter finns listade i Catalogue of Life.